# Mellicta postmelathalia
Mellicta postmelathalia är en fjärilsart som beskrevs av Rocci 1930. Mellicta postmelathalia ingår i släktet Mellicta och familjen praktfjärilar. Inga underarter finns listade i Catalogue of Life.